# جوناثان دبليو. دانيلز
جوناثان دبليو. دانيلز (بالإنجليزية: Jonathan W. Daniels)‏ هو كاتب أمريكي، ولد في 26 أبريل 1902 في رالي في الولايات المتحدة، وتوفي في 6 نوفمبر 1981 في هيلتون هيد أيلاند في الولايات المتحدة.

## وصلات خارجية
- جوناثان دبليو. دانيلز على موقع إن إن دي بي (الإنجليزية)